# Audrey Meadows

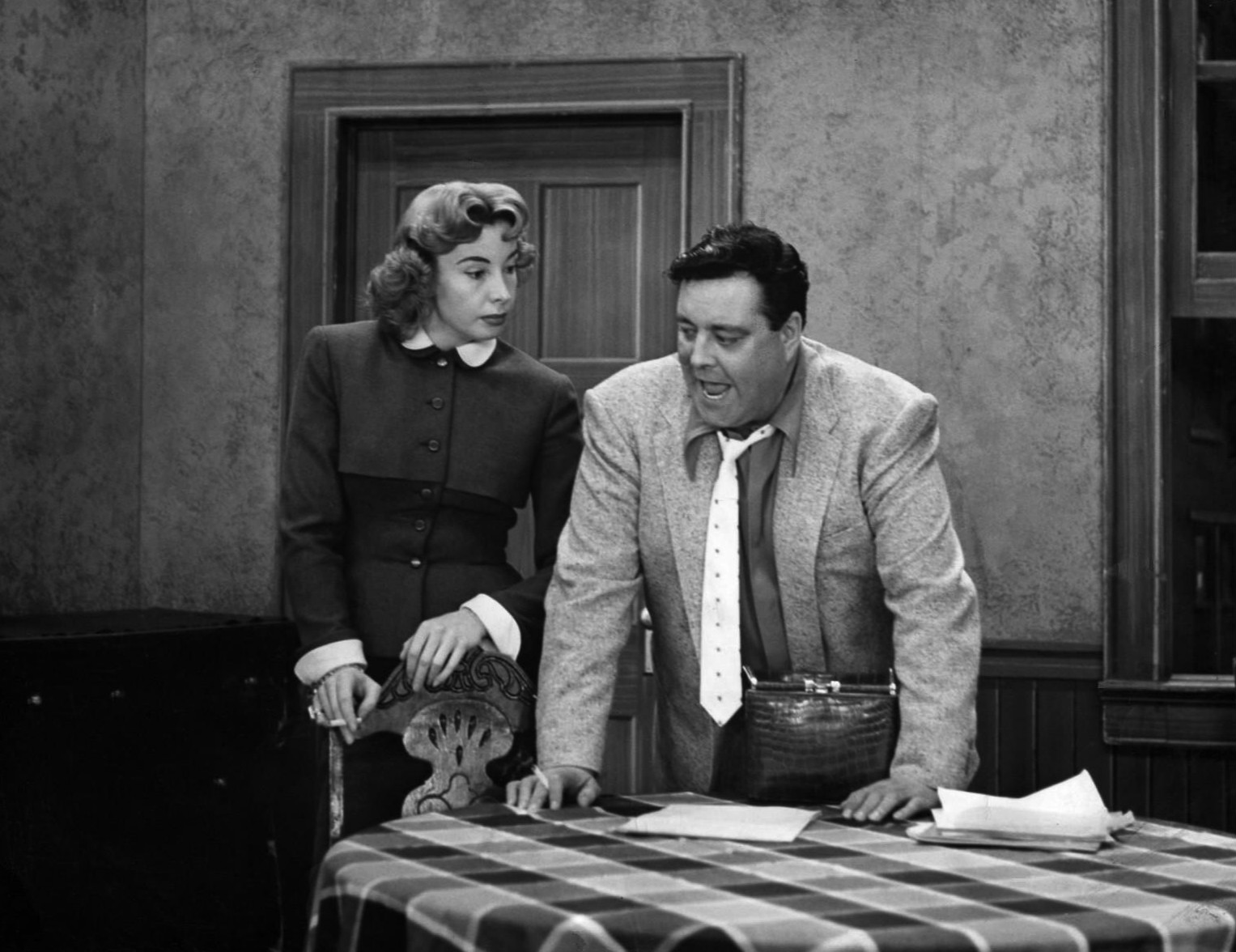
Audrey Meadows och Jackie Gleason som Alice och Ralph Kramden i The Honeymooners.

Audrey Meadows, född Audrey Cotter den 8 februari 1922 i New York, död 3 februari 1996 i Los Angeles, var en amerikansk skådespelerska. En av hennes större roller var som hemmafrun Alice Kramden i situationskomedin The Honeymooners som sändes på CBS åren 1955–1956.
Audrey Meadows äldre syster Jayne Meadows var även hon skådespelerska.